# 有田温三

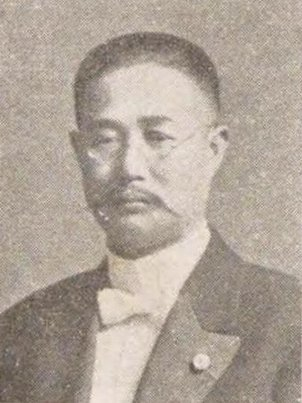
有田温三

有田 温三（ありた おんぞう、1865年10月2日（慶応元年8月13日） - 1927年（昭和2年）2月27日）は、日本のジャーナリスト、政治家。衆議院議員（当選2回）。族籍は広島県平民。

## 経歴
安芸国賀茂郡西高屋村（現在の広島県東広島市）出身。有田久の二男。生家は代々農業を営む。京都本願寺普通教校を経て、1888年に東京専門学校（現早稲田大学）邦語政治科を卒業。山陽新報記者となり、後に安芸津新報主筆に転じ、さらに大阪朝日新聞に入って広島支局長を務めた。
1903年（明治36年）、広島県会議員に当選し、県参事会員及び地方森林会議員も務めた。1907年（明治40年）に広島市会議員に当選、下水道創立に尽力した。
1912年（明治45年）、第11回衆議院議員総選挙に出馬し、当選。第12回衆議院議員総選挙でも再選を果たした。公正会、中正会に属す。

## 人物
住所は広島市大手町4丁目。広島県革新倶楽部員である。嗜好は旅行、喜多流謡曲。